# Acela
El Acela (originalmente Acela Express hasta septiembre de 2019) es el servicio de tren de pasajeros insignia de Amtrak a lo largo del Corredor Noreste (NEC) en el noreste de los Estados Unidos entre Washington D. C. y Boston a través de 13 paradas intermedias, incluyendo Baltimore, la ciudad de Nueva York y Filadelfia. Los trenes Acela son los más rápidos de la América, alcanzando 240 km/h, pero en solo más de 80.3 km de la ruta de 735 km. 
Acela transportó a más de 3.4 millones de pasajeros en el año fiscal 2016, solo superada por Northeast Regional, más lenta y menos costosa, que tuvo más de 8 millones de pasajeros. Sus ingresos de 585 millones de dólares en 2016 fueron el 25 % del total de Amtrak. 
La velocidad del Acela está limitada por el tráfico y la infraestructura en la mitad norte de la ruta. En la sección de 372 km desde la estación South de Boston hasta la estación Penn de Nueva York, el tiempo programado más rápido es de 3 horas y 30 minutos, o una velocidad promedio de 106 km/h. En este tramo, Acela ha captado una cuota del 54% del mercado combinado de tren y avión. La ruta completa de 735 km desde Boston a Washington toma entre 6 horas, 38 minutos y 6 horas, 50 minutos, a una velocidad promedio de alrededor de 110 km/h.[14 ] 
El equipo actual (el tren Acela Express) será reemplazado por nuevos trenes Avelia Liberty, a partir de finales de 2023. Los nuevos trenes tendrán una mayor capacidad de pasajeros y un sistema de inclinación activo mejorado que permitirá una mayor velocidad en las muchas secciones curvas de la ruta.

## Historia
Durante la década de 1980, la Administración Federal de Ferrocarriles de Estados Unidos. Exploró las posibilidades del ferrocarril de alta velocidad en los Estados Unidos. El 18 de diciembre de 1991, se autorizaron cinco posibles corredores ferroviarios de alta velocidad, incluido el Corredor Noreste. A principios de la década de 1990, Amtrak probó varios trenes de alta velocidad diferentes de Europa en el Corredor Noreste. Se alquiló un tren X 2000 de Suecia y un  ICE 1 de Alemania para pruebas de funcionamiento. 
Con las pruebas de los trenes europeos completadas, Amtrak pudo definir un conjunto de especificaciones para equipos de alta velocidad y, en octubre de 1994, Amtrak solicitó ofertas a los fabricantes de trenes para un tren que podría alcanzar los 240 km/h. En marzo de 1996 se seleccionó un consorcio entre Bombardier y Alsthom.
En marzo de 1999, Amtrak dio a conocer su plan para el Acela Express, un tren de alta velocidad en el Corredor Noreste entre Washington D.C. y Boston. Se hicieron varios cambios al corredor para hacerlo adecuado para trenes eléctricos de alta velocidad. El Proyecto constó de la electrificación de la línea  existente completando el suministro de energía aérea a lo largo de la ruta de 731 km, y se mejoraron o eliminaron varios cruces a nivel.
El viaje vip inaugural del Acela ocurrió el 16 de noviembre de 2000, con el tren vip liderado por el coche motorizado número 2020, seguido del primer servicio para pasajeros que fue el 11 de diciembre de 2000, unos meses después de la fecha prevista.

## Ingeniería

### Primera generación
El tren Acela de primera generación es un conjunto único de vehículos diseñados específicamente para satisfacer los requisitos gubernamentales de material rodante establecidos principalmente por la Administración Federal de Ferrocarriles (FRA). Esto incluye la capacidad de resistir una colisión con un tren de carga a gran velocidad sin colapsar. La mayoría de los fabricantes que ofertaron por el Acela no pudieron cumplir con los requisitos estructurales, debido al aumento de los costos y las complicaciones para la fabricación de los trenes, y la necesidad de que los fabricantes hicieran cambios de ingeniería significativos en sus diseños estándar. Al final, solo quedaron tres postores calificados: ABB (fabricante sueco-suizo del tren X 2000), Siemens (fabricante del ICE alemán) y un consorcio de Bombardier (fabricante de los trenes LRC) y Alstom (fabricante del TGV francés).

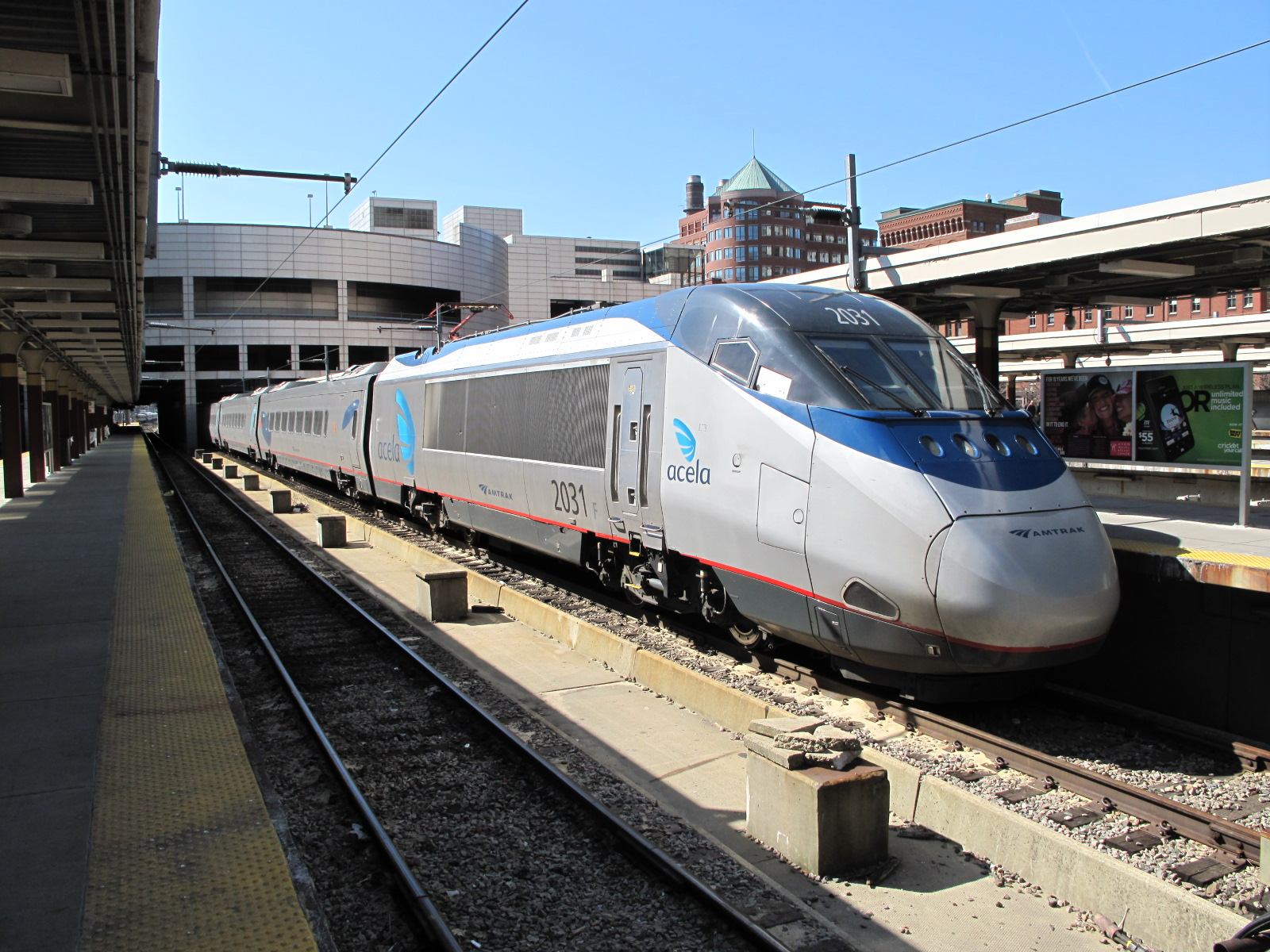
Primera generación de Acela en Boston.

El diseño, que utiliza autos de potencia idénticos de 6200 caballos de fuerza (4600 kW) en cada extremo que operan con voltajes de 12 kV, 12,5 kV y 25 kV de CA, y una frecuencia de 25 o 60 Hz, deriva varios componentes del TGV, tales como el sistema de tracción del TGV de tercera generación (incluidos los cuatro motores de CA asíncronos por vehículo motorizado, rectificadores, inversores y frenado regenerativo), la estructura de camiones/bogies (una estructura de acero soldado con travesaño doble en H de batalla larga con rodillos cónicos montados fuera de borda rodamientos), los discos de freno (aunque solo hay tres por eje, frente a cuatro en el TGV) y técnicas de gestión de energía de choque para controlar la deformación estructural en caso de accidente.
Los vagones basculantes se basan en los primeros trenes LRC de Bombardier utilizados en Via Rail en lugar de los remolques articulados no basculantes del TGV. Los automóviles de motor y de pasajeros de Acela son mucho más pesados que los del TGV para cumplir con los estándares de choque de la FRA. Las tripulaciones francesas y canadienses que probaron el Acela se refirieron a él como "el cerdo" debido a su peso. El peso adicional hace que la relación potencia-peso del Acela sea de aproximadamente 22,4 hp por tonelada, en comparación con los 30,8 hp de un tren SNCF TGV Reseau. Los estándares de choque Tier II, adoptados en 1999, también han dado como resultado que los vagones de pasajeros se diseñen sin escalones ni trampillas, lo que significa que los trenes solo pueden dar servicio a líneas con andenes de alto nivel, como el Corredor Noreste. Los trenes Acela están acoplados de forma semipermanente (pero no articulados como en el TGV) y se denominan trenes. Más tarde, Bombardier usó el diseño del vagón Acela y una variante de turbina de gas/diésel del automóvil motorizado para su JetTrain experimental.

### Segunda generación
El 26 de agosto de 2016, el entonces vicepresidente Joe Biden anunció un paquete de préstamo federal de $2450 millones para pagar nuevos equipos para el servicio Acela Express, así como actualizaciones del NEC. Los préstamos financiarán 28 trenes Avelia Liberty que serán construidos por Alstom en Hornell y Rochester, Nueva York, y reemplazarán la flota existente de veinte trenes Acela.

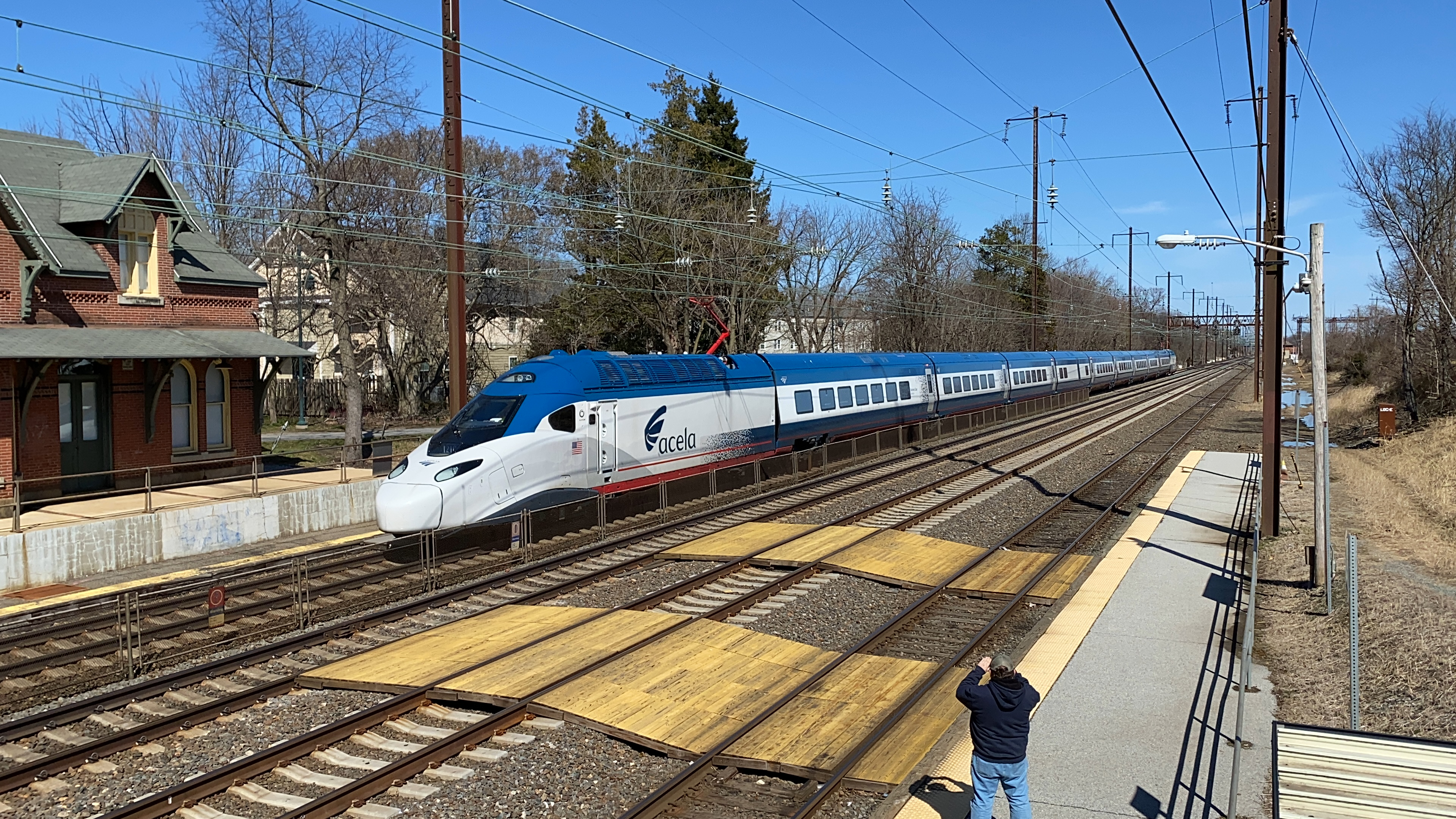
Segunda generación de Acela (Avelia Liberty).

La expansión de la flota permitirá un servicio por hora Nueva York-Boston durante todo el día y un servicio cada media hora Nueva York-Washington en las horas pico. Los nuevos trenes serán más largos, tendrán 386 asientos en comparación con los 304 del Acela Express (un aumento del 27 %) y contarán con tecnología de inclinación activa que inicialmente permitirá que el servicio opere a 260 km/h y permitiría recorrer 186 millas servicio por hora si se completan las mejoras de infraestructura propuestas.
Se esperaba que los nuevos trenes se incorporaran gradualmente entre 2021 y 2022, después de lo cual se retiraría la flota actual. Más tarde se retrasó el inicio del servicio de pasajeros a finales de 2023 o principios de 2024. En 2023, los servicios se retrasaron hasta 2024.

## Servicio

### Composición
Los conjuntos de producción se forman de la siguiente manera:
| N.º de coche     |        | 1             | 2              | 3    | 4              | 5              | 6              |        | Total |
| ---------------- | ------ | ------------- | -------------- | ---- | -------------- | -------------- | -------------- | ------ | ----- |
| Designación      | Fuerza | Primera clase | Clase Business | Café | Clase Business | Clase Business | Clase Business | Fuerza |       |
| Peso (toneladas) | 102.0  | 71.0          | 69.5           | 68.5 | 69.5           | 69.5           | 71.0           | 102.0  | 623.0 |
| Capacidad        | -      | 44            | 65             | -    | 65             | 65             | 65             | -      | 304   |

El tren Acela Express consta de dos vagones motorizados, un vagón Café, un vagón de Primera Clase y cuatro vagones de Clase Ejecutiva, acoplados de forma semipermanente. Tiene menos asientos que sus contrapartes de servicio regional. El vagón de Primera Clase tiene 44 asientos, siendo tres asientos de ancho (uno de un lado, dos del otro lado), mesas de cuatro asientos y asientos asignados.
Hay 260 asientos de clase ejecutiva en cada tren; estos vagones tienen cuatro asientos de ancho (dos a cada lado), mesas de cuatro asientos y asientos asignados. El equipaje se puede guardar en los compartimentos superiores o debajo de los asientos. Los trenes son accesibles para sillas de ruedas. Cada automóvil tiene uno o dos baños, uno de los cuales cumple con la ley ADA.
El vagón de Clase Business adyacente a Primera Clase está designado como un vagón silencioso, donde se les pide a los pasajeros que se abstengan de hablar en voz alta y conversaciones telefónicas. Las puertas correderas automáticas entre coches reducen el ruido.

### Operaciones y tripulación
Acela ofrece dos clases de asientos, Clase Business y Primera clase. A diferencia de la mayoría de los otros trenes de Amtrak, Clase Business es la clase estándar de facto en los trenes Acela; no hay servicio de autocares.
El mantenimiento de Acela generalmente se realiza en las instalaciones de Ivy City en Washington D. C.; Patio de Sunnyside en Queens, Nueva York; o los Patios de Southampton Street en Boston.
Los trenes Acela se sometieron a remodelaciones menores entre mediados de 2009 y 2010 en el Patio de Penn, junto a la estación de la calle 30 en Filadelfia, Pensilvania. Estas remodelaciones incluyeron nuevos asientos de cuero azul en todo el tren.
En mayo de 2018, Amtrak anunció un programa de 14 meses para renovar los interiores de los trenes Acela, incluidos nuevos cojines y fundas para los asientos, nuevas alfombras en los pasillos y una limpieza profunda. Este programa de renovación se completo a partir de junio de 2019.

#### Wi-Fi
El servicio de estación de Internet inalámbrica comenzó en 2004. En 2010, con los servicios proporcionados por The GBS Group, todos los trenes Acela comenzaron a ofrecer "AmtrakConnect" compatible con IEEE 802.11a/b/g/n, 2,4 GHz y 5 GHz y conexiones VPN estándar. En 2016, Amtrak se actualizó a un servicio wifi más rápido.

#### Tripulación
En general, las tripulaciones de los trenes de Amtrak consisten en un ingeniero, un conductor y al menos un asistente de conductor. Los trenes Acela también cuentan con una tripulación de Servicio a Bordo compuesta por dos asistentes de Primera Clase y un asistente de Café Car. Además del servicio de comidas que se brinda en el Vagón Café, en la mayoría de los trenes un asistente también brindará un servicio de carrito en el asiento, sirviendo refrigerios durante todo el tren. A los pasajeros de primera clase se les sirven comidas en sus asientos en todos los servicios.

## Incidentes notables
- Durante el apagón del noreste de 2003, un tren Acela Express en dirección norte quedó atascado en el puente Hell Gate durante más de nueve horas, hasta que un motor de rescate del Patio de Sunnyside pudo remolcar el tren de regreso a la estación Pensilvania de Nueva York.[22]
- El primer accidente de paso a nivel de Acela ocurrió el 27 de septiembre de 2005, cuando un automóvil pasó por debajo de los brazos de una puerta de cruce cerrada en Waterford, Connecticut, y fue golpeado por un tren que viajaba a 110 km/h, matando a tres pasajeros del automóvil. Ninguno de los 130 pasajeros del Acela resultó herido. Se descubrió que las puertas funcionaban correctamente, pero el incidente generó muchas críticas con respecto a los once pasos a nivel restantes a lo largo del concurrido Corredor Noreste de Amtrak.[23][24][25]
- El 24 de marzo de 2017, un tren Acela Express descarriló a baja velocidad en la estación Pensilvania de Nueva York, durante la hora pico de la mañana. Los 248 pasajeros fueron evacuados de forma segura. El descarrilamiento fue causado por una sección defectuosa de la vía, de la cual Amtrak estaba al tanto, pero aún no había reparado.[26]
- El 6 de febrero de 2018, el tren Acela Express N.º 2150 se dividió entre el primer y el segundo vagón del tren, a 200 km/h, cerca de Havre de Grace, Maryland. No hubo heridos de la tripulación ni de los 52 pasajeros a bordo, quienes fueron trasladados al tren Northeast Regional N.º 180.[27][28]